# 오고토온센역
오고토온센역(일본어: 雄琴温泉駅, おごとおんせんえき 오고토온센에키[*])은 일본 시가현 오쓰시에 있는 서일본 여객철도 고세이 선의 철도역이다.
2008년 이전까지는 오고토역(일본어: 雄琴駅)으로 불렸다.

## 개요 및 역 구조
2면 4선의 승강장이 있는 고가역으로, 대피설비가 설치되어 있다. 개찰구는 지상에 2개소 존재한다. 개찰구로부터 층계참까지는 계단이 1개 설치되어 있으며, 층계참에서 각 승강장으로의 계단이 각각 1개씩 설치되어 있다. 각 승강장에는 대합실이 각각 1개소 설치되어 있다.
역 업무는 서일본 여객철도 교통 서비스에 위탁되어 있으며 미도리노마도구치가 설치되어 있다. ICOCA 및 상호 이용 가능 카드들을 이용할 수 있다.
이 역에서 오미이마즈 방향으로는 제4 오고토 터널이, 교토 방향으로는 제3 오고토 터널이 위치하여 역의 양단으로 터널이 있는 형태이다.

### 승강장
| 1 | ■ 고세이 선 (하행, 대피 열차) | 가타타 · 오미이마즈 방면 |
| 2 | ■ 고세이 선 (하행)            | 가타타 · 오미이마즈 방면 |
| 3 | ■ 고세이 선 (상행)            | 교토 · 오사카 방면       |
| 4 | ■ 고세이 선 (상행, 대피 열차) | 교토 · 오사카 방면       |

## 역세권 정보
- 오쓰 시립 오고토 초등학교
- 국도 제161호선
- 오고토 신사

## 승차량 변동
| 회사      | 승차 인원 | 승차 인원 | 승차 인원 | 승차 인원 | 승차 인원 | 승차 인원 | 승차 인원 | 승차 인원 | 주 석 |
| 회사      | 1993년    | 1994년    | 1995년    | 1996년    | 1997년    | 1998년    | 1999년    | 2000년    | 주 석 |
| --------- | --------- | --------- | --------- | --------- | --------- | --------- | --------- | --------- | ----- |
| JR 서일본 | 3995      | 4211      | 4465      | 4514      | 4593      | 4734      | 4895      | 5165      | [ 1 ] |
| 회사      | 2001년    | 2002년    | 2003년    | 2004년    | 2005년    | 2006년    | 2007년    | 2008년    |       |
| JR 서일본 | 5439      | 5540      | 5742      | 5944      | 6162      | 6341      | 6407      | 6452      | [ 1 ] |

## 역사
- 1974년 7월 20일 - 일본국유철도 고세이 선 개업과 동시에 오고토역(일본어: 雄琴駅)으로 개업.
- 1987년 4월 1일 - 일본국유철도 분할 민영화로 인하여 서일본 여객철도로 인계.
- 2002년 3월 23일 - 아침 저녁으로 1편씩만 운행되는 쾌속이 정차하게 됨.
- 2003년 11월 1일 - IC 카드 ICOCA 공용 개시.
- 2008년 3월 15일 - 오고토온센역(일본어: おごと温泉駅)로 개칭.

## 인접역
| 서일본 여객철도 고세이 선  | 서일본 여객철도 고세이 선 | 서일본 여객철도 고세이 선 |
| -------------------------- | ------------------------- | ------------------------- |
| 히에이잔사카모토 교토 방면 | ■ 고세이 선 쾌속 · 보통   | 가타타 오미이마즈 방면    |